# Hymenocoleus
Hymenocoleus  es un género con 20 especies de plantas con flores perteneciente a la familia de las rubiáceas.
Es nativo del África tropical hasta Uganda y Angola.

## Especies seleccionadas
- Hymenocoleus axillaris Robbr. (1977).
- Hymenocoleus barbatus Robbr. (1975).
- Hymenocoleus glaber Robbr. (1977).